# Amber Gold

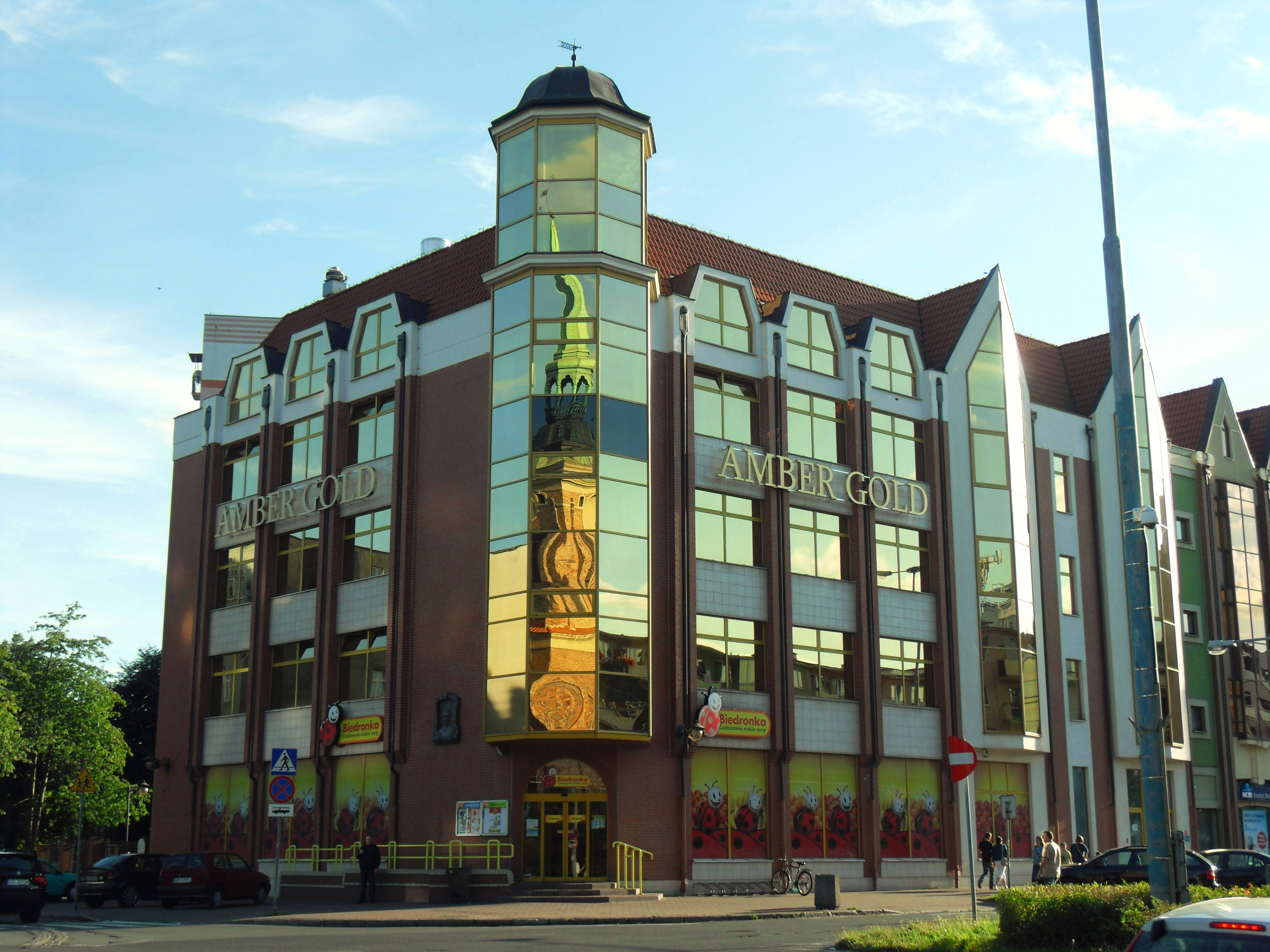
Centrala Amber Gold w Gdańsku

Amber Gold – polskie przedsiębiorstwo finansowe z siedzibą w Gdańsku, powstałe 27 stycznia 2009. Zostało założone przez Marcina Plichtę. Było głównym udziałowcem linii lotniczych OLT Express. Zostało postawione w stan upadłości likwidacyjnej 20 września 2012; postępowanie w tej sprawie zakończono 4 października 2021. Uznawane za tzw. piramidę finansową. Straty spowodowane jego działalnością prokuratura oceniała w 2014 na 851 mln zł.

## Historia
Logo firmy przedstawia karawakę tzw. krzyż morowy z XVI wieku, chroniący przed zarazą. Założycielem przedsiębiorstwa Amber Gold był gdańszczanin Marcin Plichta (ur. 1984). W latach 2005–2009 był on kilkakrotnie skazywany przez sądy polskie za oszustwa, jednak wymierzane wobec niego kary pozbawienia wolności za każdym razem były warunkowo zawieszane (żadna kara nie została wykonana).
27 stycznia 2009 została zarejestrowana przez Sąd Rejonowy Gdańsk-Północ w Gdańsku Grupa Inwestycyjna Ex Sp. z o.o., która 27 lipca 2009 zmieniła nazwę na Amber Gold Sp. z o.o. Firma, podająca się za pierwszy dom składowy w Polsce zajmujący się składowaniem metali szlachetnych, inwestowała w złoto i inne kruszce, a także oferowała klientom kontrowersyjne lokaty w złoto, srebro i platynę, podpisując z nimi tzw. „umowy składu”.
Od grudnia 2009 Komisja Nadzoru Finansowego ostrzegała, że Amber Gold nie posiada zezwolenia KNF na wykonywanie czynności bankowych, w szczególności na przyjmowanie wkładów pieniężnych w celu obciążania ich ryzykiem. W marcu 2012 poszkodowani klienci WGI bezskutecznie ostrzegali rząd i inne instytucje przed Amber Gold i Finroyal oraz wnosili o zmiany w prawie mające zapobiec powstawaniu i rozrostowi piramid finansowych.
Od 2 lipca 2012 Agencja Bezpieczeństwa Wewnętrznego prowadziła zlecone jej przez Prokuraturę Okręgową w Gdańsku śledztwo w sprawie wprowadzenia w błąd klientów przedsiębiorstwa co do zabezpieczenia ich lokat zakupem złota oraz podejrzenia prania brudnych pieniędzy.
13 sierpnia 2012 zapadła decyzja o likwidacji spółki i zamknięciu jej oddziałów, a także o wypowiedzeniu wszystkim klientom przedsiębiorstwa obowiązujących umów depozytów towarowych. Postępowanie upadłościowe zostało zakończone przez Sąd Rejonowy Gdańsk-Północ 4 października 2021 r.

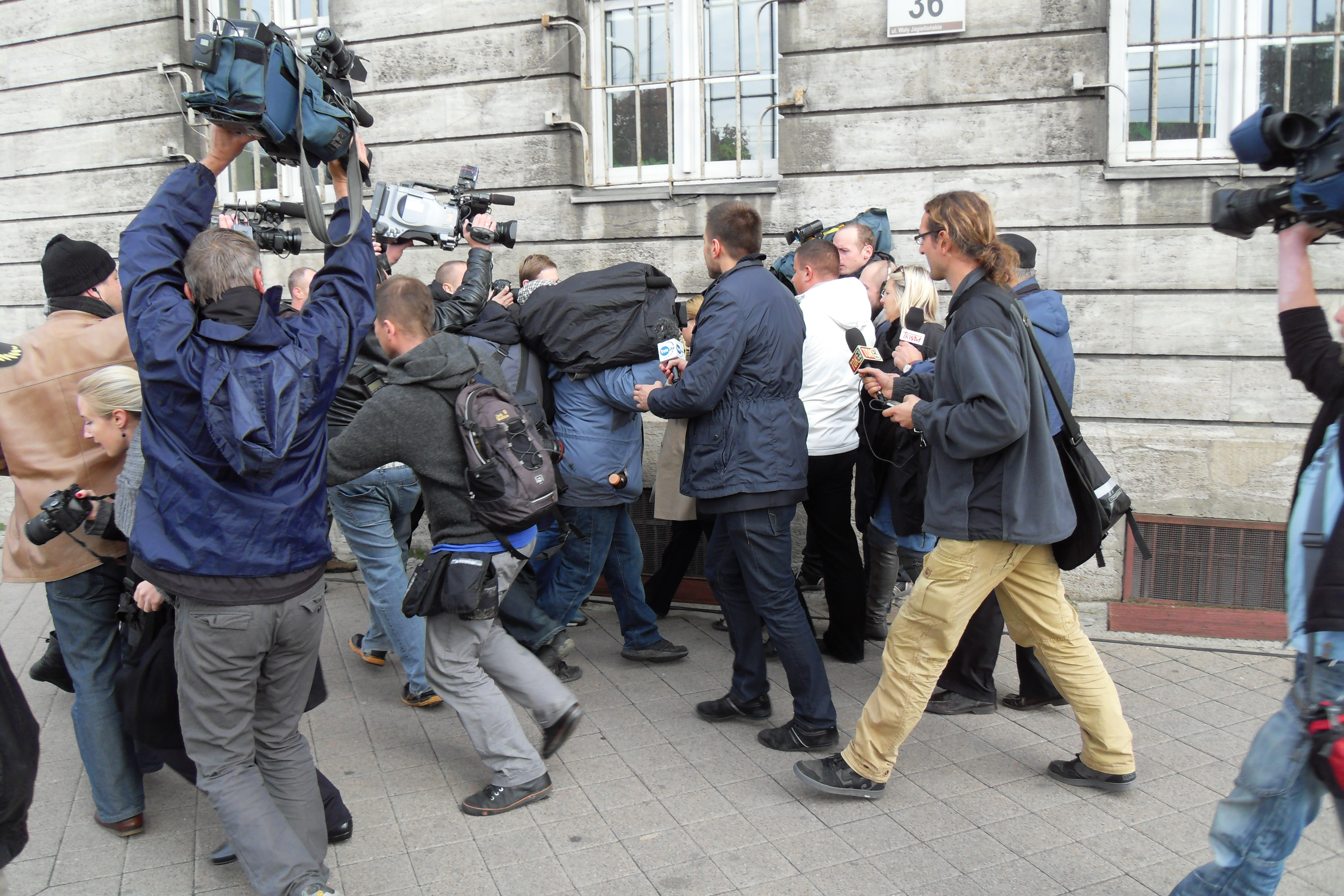
Katarzyna P. po przesłuchaniu w prokuraturze, październik 2012

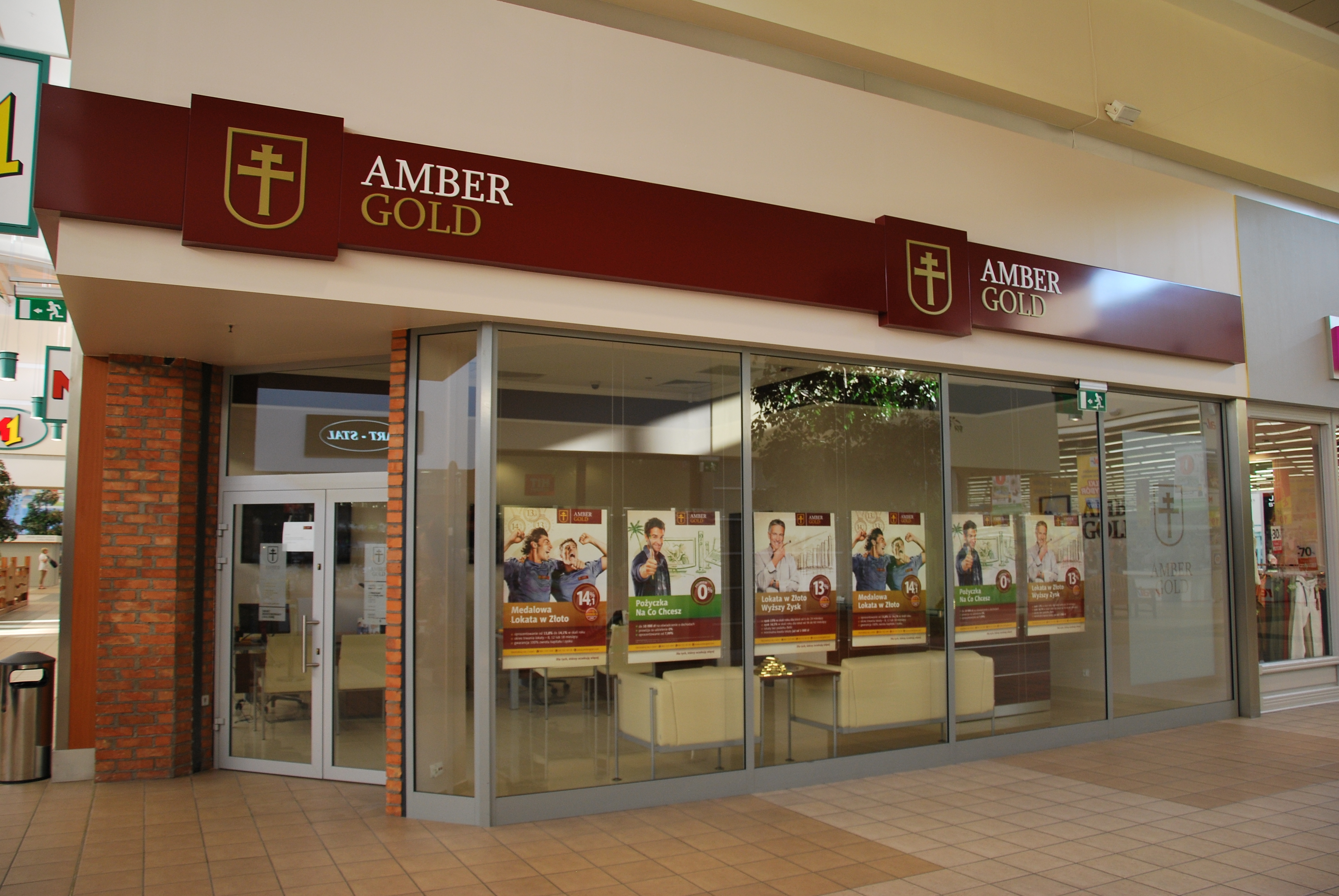
Placówka Amber Gold (2012)

Plichcie postawiono szereg zarzutów, m.in. poświadczenia nieprawdy, nieskładanie sprawozdań finansowych spółki, działalność kantorową bez wpisu do rejestru i działalność bankową bez zezwolenia. Równocześnie liczne zarzuty niedopełnienia obowiązków postawiono pracownikom gdańskich urzędów skarbowych oraz sądów (według nich niesłusznie). Postępowanie dyscyplinarne (później umorzone) wszczęto także wobec prokuratora, który zaakceptował wniosek o dobrowolne poddanie się karze przez Plichtę we wcześniejszych sprawach gospodarczych.
20 września 2012 Sąd Rejonowy Gdańsk-Północ na posiedzeniu niejawnym ogłosił upadłość likwidacyjną spółki Amber Gold Sp. z o.o. Syndykiem masy upadłościowej spółki został Józef Bernard Dębiński.
W opublikowanym w 2013 raporcie Komitet Stabilności Finansowej zauważył, że wyłudzenie pieniędzy przez Amber Gold od ponad 11 tys. osób było możliwe m.in. dzięki zaniechaniom ze strony instytucji publicznych, wskazując przede wszystkim na Prokuraturę Rejonową Gdańsk-Wrzeszcz, Urząd Ochrony Konkurencji i Konsumentów, ABW, CBŚ oraz część banków współpracujących z Amber Gold.
W 2014 przeciwko Plichcie (17 zarzutów) i jego żonie (12 zarzutów) toczyło się postępowanie karne, cywilny pozew zbiorowy złożony przez poszkodowanych inwestorów, którzy złożyli także kolejny pozew zbiorowy przeciwko Skarbowi Państwa. Oskarżona Katarzyna Plichta przebywała w Zakładzie Karnym w Grudziądzu, gdzie urodziła dziecko. Ojcem dziecka jest oficer Służby Więziennej. W związku z tą sprawą odwołany został dyrektor więzienia w Łodzi, w którym przebywała oskarżona, zaś sam funkcjonariusz został skazany na rok więzienia w zawieszeniu na trzy lata za wykorzystanie stosunku zależności.
Po trwającym od 2016 procesie prokuratura zażądała kary 25 lat pozbawienia wolności dla obojga oskarżonych; Sąd Okręgowy w Gdańsku skazał Marcina Plichtę na 15 lat pozbawienia wolności, a jego żonę – na 12,5 roku. Odczytywanie wyroku trwało od 20 maja do 16 października 2019, gdyż sąd musiał w nim zawrzeć nazwiska wszystkich pokrzywdzonych (ponad 18 tysięcy osób). W maju 2022 Sąd Apelacyjny w Gdańsku podtrzymał wyrok wobec Marcina Plichty, a wobec Katarzyny Plichty zmniejszył wymiar kary do 11,5 lat więzienia oraz 67,5 tys. zł grzywny.
W 2023 Europejski Trybunał Praw Człowieka uznał, że tymczasowe aresztowanie wobec Katarzyny Plichty trwało  nieproporcjonalnie długo (wyrok zapadł 6,5 roku po zatrzymaniu) i nakazał wypłacić jej rekompensatę w wysokości 6500 euro. Jednocześnie ETPC odrzucił większość pozostałych zarzutów Katarzyny Plichty dotyczących rzekomych naruszeń praw człowieka. W lutym 2024 Katarzyna Plichta została zwolniona z więzienia pod warunkiem podjęcia pracy i rozpoczęcia spłaty kary grzywny oraz kosztów postępowania sądowego. Okres próby wyznaczono na 13 kwietnia 2026.
Marcin Stefański-Plichta planowo ma zakończyć odbywanie kary więzienia 26 sierpnia 2027. 1 października 2024 sąd I instancji oddalił wniosek o przedterminowe zwolnienie. Plichta złożył zażalenie do sądu II instancji.